# 中天娛樂台
中天娛樂台是中天電視旗下的電視頻道，以播出娛樂性質的電視節目為主，並有多個節目與中視無線台聯播。前身為中視衛星傳播股份有限公司經營的「中視衛星」頻道，與中天綜合台共用節目播出。

## 簡史
2005年，定頻於有線電視39頻道。
2005年12月31日晚上，首次播出2006台北最HIGH新年城。
2009年11月28日上午，頻道召開改版記者會，增加中國元素，提出新口號「翻轉娛樂，Fun瘋中國」。
2014年11月開始在Youtube測試HD高畫質訊號。

## 外部連結
- 中天電視（页面存档备份，存于）（繁體中文）
- 中天娛樂台節目表 （页面存档备份，存于）